# Ратанов, Анатолий Петрович
Анатолий Петрович Ратанов (1921, Бугуруслан, Самарская губерния — 1985, Москва) — советский дипломат. Чрезвычайный и полномочный посол.

## Биография
Член ВКП(б). Окончил Центральную комсомольскую школу при ЦК ВЛКСМ.
- До 1960 года — на комсомольской работе. Был первым секретарём Бугурусланского горкома ВЛКСМ (Чкаловская область), секретарём Чкаловского обкома ВЛКСМ, первым секретарём Приморского крайкома ВЛКСМ, ответственным секретарём Всемирной федерации демократической молодёжи (ВФДМ).
- В 1960—1963 годах — первый секретарь, советник посольства СССР в Камбодже.
- В 1962 году — временный поверенный в делах СССР в Камбодже.
- В 1963—1965 годах — на ответственной работе в аппарате ЦК КПСС.
- С 26 апреля 1965 по 14 ноября 1967 года — чрезвычайный и полномочный посол СССР в Камбодже[1].
- В 1967—1970 годах — на ответственной работе в центральном аппарате МИД СССР.
- С 17 февраля 1970 по 23 октября 1973 года — чрезвычайный и полномочный посол СССР в Гвинее[2].
- С 14 декабря 1973 по 28 ноября 1978 года — чрезвычайный и полномочный посол СССР в Эфиопии[3].
- В 1979—1985 годах — на ответственной работе в центральном аппарате МИД СССР.

Похоронен на Кунцевском кладбище Москвы.

## Награды
- орден Ленина (28 октября 1948)
- орден Трудового Красного Знамени (31 декабря 1966, 19 марта 1971)
- орден Дружбы народов (11 марта 1981)